# Nosislav
Nosislav (in tedesco Nußlau) è un comune mercato della Repubblica Ceca facente parte del distretto di Brno-venkov, in Moravia Meridionale.